# Вознесенский переулок (Одесса)
Вознесенский переулок — улица в Одессе, в исторической части города Сахалинчик, от Старосенной площади до переулка Чехова.

## История
В советское время — переулок Парижской коммуны, переулок Косиора

## Достопримечательности

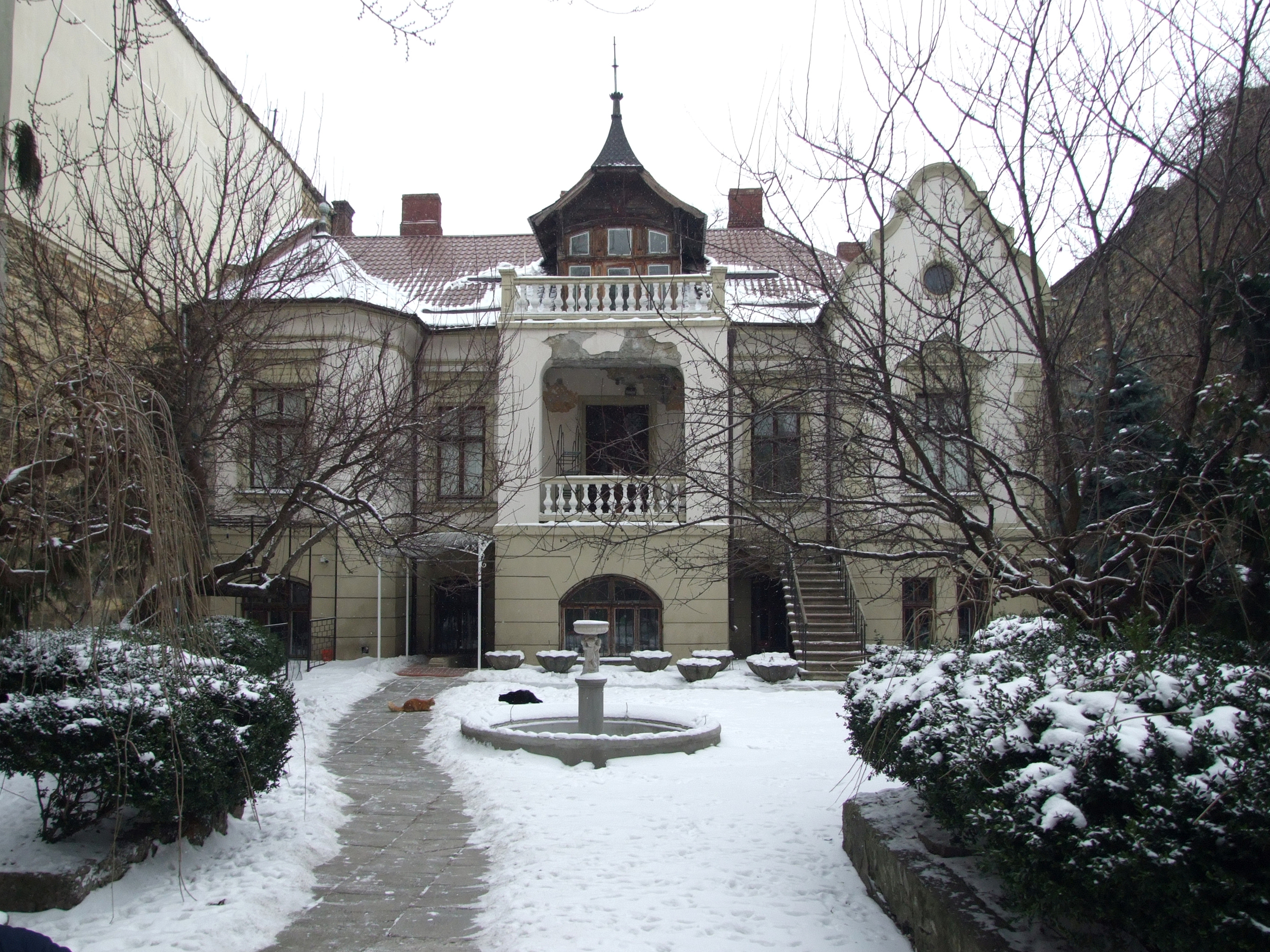
Особняк Вейнмарн

д. 7 — Особняк М. Ф. Вейнмарн — Одесский филиал Национального научно-исследовательского реставрационного центра